# 동티모르의 코로나19 범유행

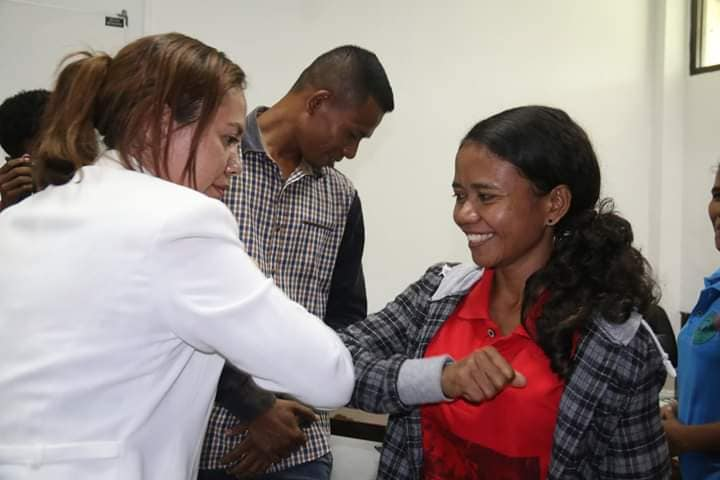

다음은 동티모르의 코로나19 범유행에 대한 글이다.

## 연혁

### 3월
3월 21일, 동티모르의 첫 코로나19 확진자가 발생하였다.